# 南米澤站
南米澤站（日语：／ Minami-Yonezawa eki */?）是位於山形縣米澤市本町一丁目6番，東日本旅客鐵道（JR東日本）的米坂線車站。

## 歷史
- 1926年（大正15年）9月28日：米坂線米澤至今泉之間開通，此站啟用。
- 1982年（昭和57年）3月20日：成為無人車站。
- 1987年（昭和62年）4月1日：伴隨國鐵分割民營化，車站由東日本旅客鐵道（JR東日本）營運。

在1980年代至90年代，此站曾經變回簡易委託車站，在日間可購買近距離車票，後來再次成為無人車站。
- 2011年（平成23年）5月：新車站大樓啟用[1]。

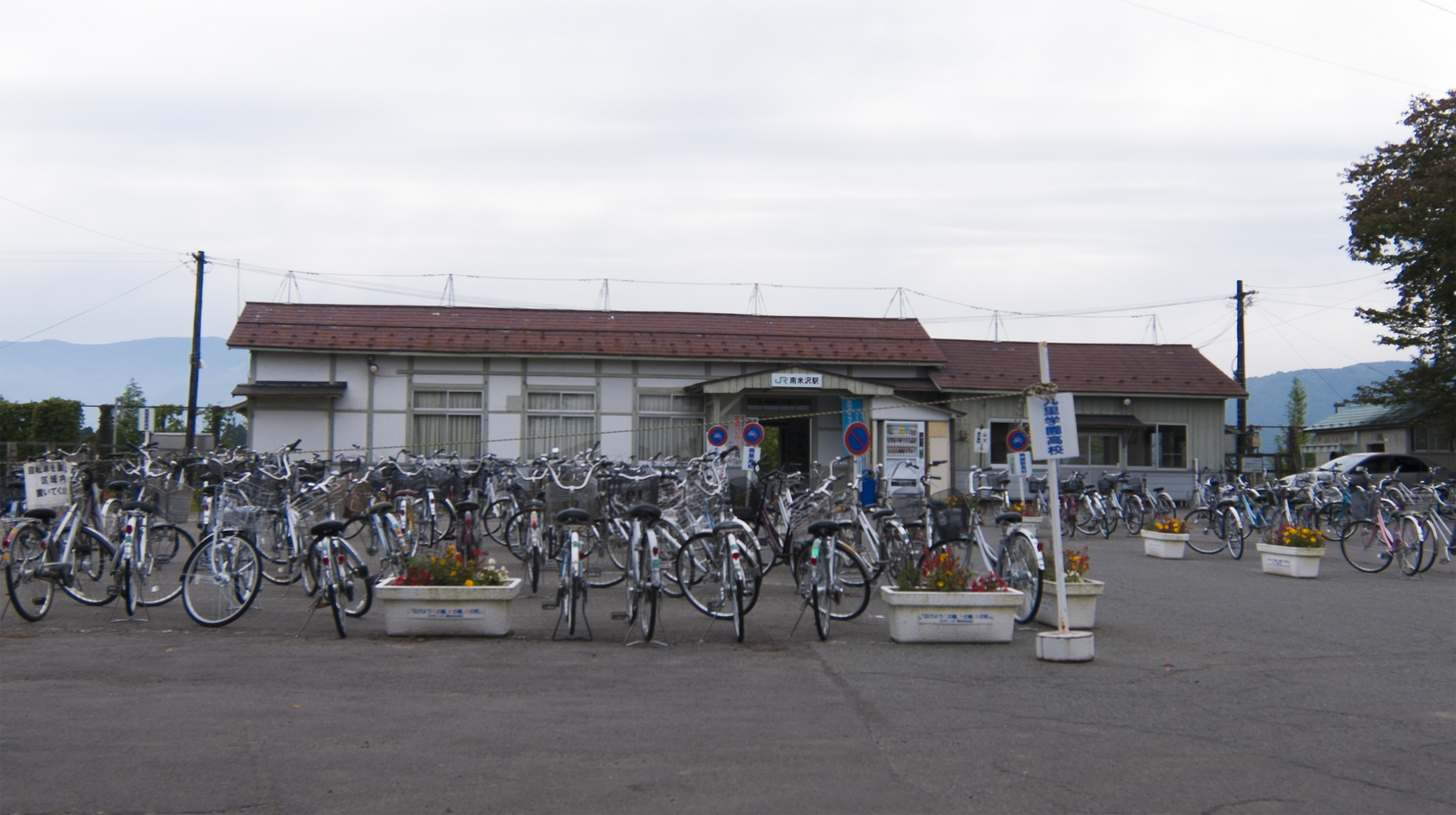
舊車站大樓

## 車站構造
車站是一座地面車站，設有1面1線的單式月台。此站設有乘車站證明票發行機。在車站周邊設有數間高校，於站前區分了各高校，設置單車停泊處。
此站是由米澤站管理的無人車站。

## 使用狀況
根據「山形縣」的資料，在2004年度1日平均乘車人次為435人。
| 乘車人次變化 | 乘車人次變化 |
| 年度         | 1日平均人次  |
| ------------ | ------------ |
| 2000         | 417          |
| 2001         | 400          |
| 2002         | 375          |
| 2003         | 388          |
| 2004         | 435          |

## 車站周邊
- 林泉寺（日语：林泉寺 (米沢市)）
- 米澤城南郵局
- 山形大學米澤校園（工程系） - 步行約10分鐘
- 山形縣立米澤興讓館高等學校（日语：山形県立米沢興譲館高等学校） - 步行約20分鐘
- 山形縣立米澤商業高等學校（日语：山形県立米沢商業高等学校）
- 私立九里學園高等學校（日语：九里学園高等学校）
- 山形縣立米澤養護學校（日语：山形県立米沢養護学校） - 步行約15分鐘
- 米澤市立第二中學（日语：米沢市立第二中学校）
- 米澤市立南部小學
- 上杉神社 - 步行約10分鐘

## 相鄰車站
東日本旅客鐵道（JR東日本）
■米坂線
□快速「紅花」、■普通
米澤－南米澤－西米澤

## 注腳
1. ↑  南米沢（ＪＲ米坂線）駅舎リニューアル （页面存档备份，存于）（日語） - 2011年10月4日參閲
2. ↑  『山形県の鉄道輸送』平成26年度版 - 山形県 （页面存档备份，存于）（日語）

## 外部連結
- 車站資訊（南米澤）：東日本旅客鐵道（日語）